# ヴォルゴグラード市電
ヴォルゴグラード市電（ロシア語: Волгоградский трамвай）は、ロシア連邦（旧：ソビエト連邦）の大都市であるヴォルゴグラード市内を走る路面電車。2020年現在は。
この項目では、地下路線を有する高速路面電車（メトロトラム、ライトレール）のヴォルゴグラード・メトロトラムについても触れる。

## 歴史
ヴォルゴグラード市内を走る路面電車の最初の路線が開通したのは1913年4月9日の事であった（開通当時の都市名はツァリーツィン）。その後はヴォルゴグラードの各地域への延伸が行われ、ロシア革命時の内戦では大きな損害を受けながらも収束後には迅速な復旧がなされた。1925年に都市名がスターリングラードに改められて以降も路線網の拡張は続き、現在の路線の基礎が築かれた1936年時点の総延長は63.2 kmに達した。
ドイツ軍からの攻撃に晒された第二次世界大戦中には市電の車庫では砲弾を始めとした軍用品の生産が実施されたが、1942年の空襲により工場を含めた路面電車は施設、車両共に壊滅的な被害を受けた。復旧が始まったのはフリードリヒ・パウルス率いるドイツ第6軍が降伏し、スターリングラードでの戦闘が終焉した翌1943年からであり、12月に営業運転が再開した。その後は路線復旧に加えて更なる路線網の拡張が行われ、1953年時点でスターリングラード市内に9系統の路面電車路線が運行していた。車両面についても戦前から使用されていた2軸車の復旧に加え、1949年にはボギー車のMTV-82の営業運転が開始している。
1950年代も路線の拡張は続き、1959年には石油精製所の開設に合わせて南部のクラスノアイメルスキー地区に独立路線が開通した。この時点で市電の系統数は11に達したが、1960年以降はトロリーバスの路線網の整備が進み、市電については新型車両の導入や路線の移設が主体となった。その一方で、同年代にはソビエト連邦国内で路面電車と同じ規格を有しながらも道路と分離した専用軌道や地下路線を設ける事により高速化を図るメトロトラム計画が策定され、1961年に都市名が旧来のものに戻されたヴォルゴグラードにも導入される事となった。この高速路面電車路線「ヴォルゴグラード・メトロトラム」の建設は1970年から始まり、1976年に地上区間が完成し、1984年11月5日から地下区間を含めた最初の路線（ST1）の営業運転が開始された。
その後、1985年から建設が始まりソビエト連邦の崩壊を経て2011年に開通した第二のメトロトラム路線（ST2）を含め、2019年時点でのヴォルゴグラードの路面電車の総延長は58 kmである。運営組織については、2023年までトロリーバスと共にメトロエレクトロトランス（МУП «Метроэлектротранс»）によって運営されていたが、同年以降新規に設立され、ヴォルゴグラード市や民間企業が出資するエレクトロトランスポート・プラス（АО «Электротранспорт Плюс»）へ運営権が移管されており、2024年現在は同事業者による線路や施設の修繕・近代化、新型車両の導入が継続的に行われている。

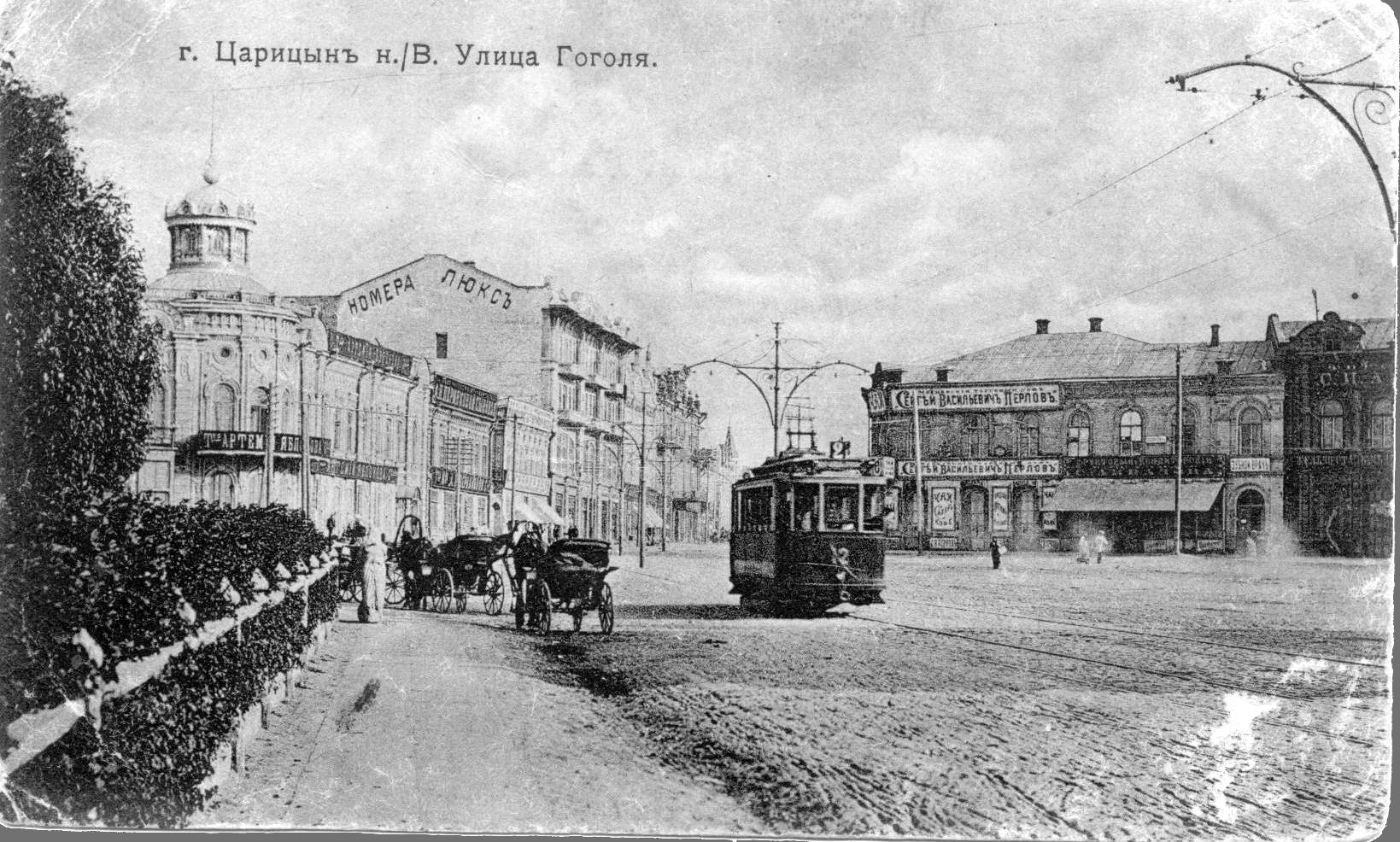
開業当初のヴォルゴグラード市電（1914年撮影）
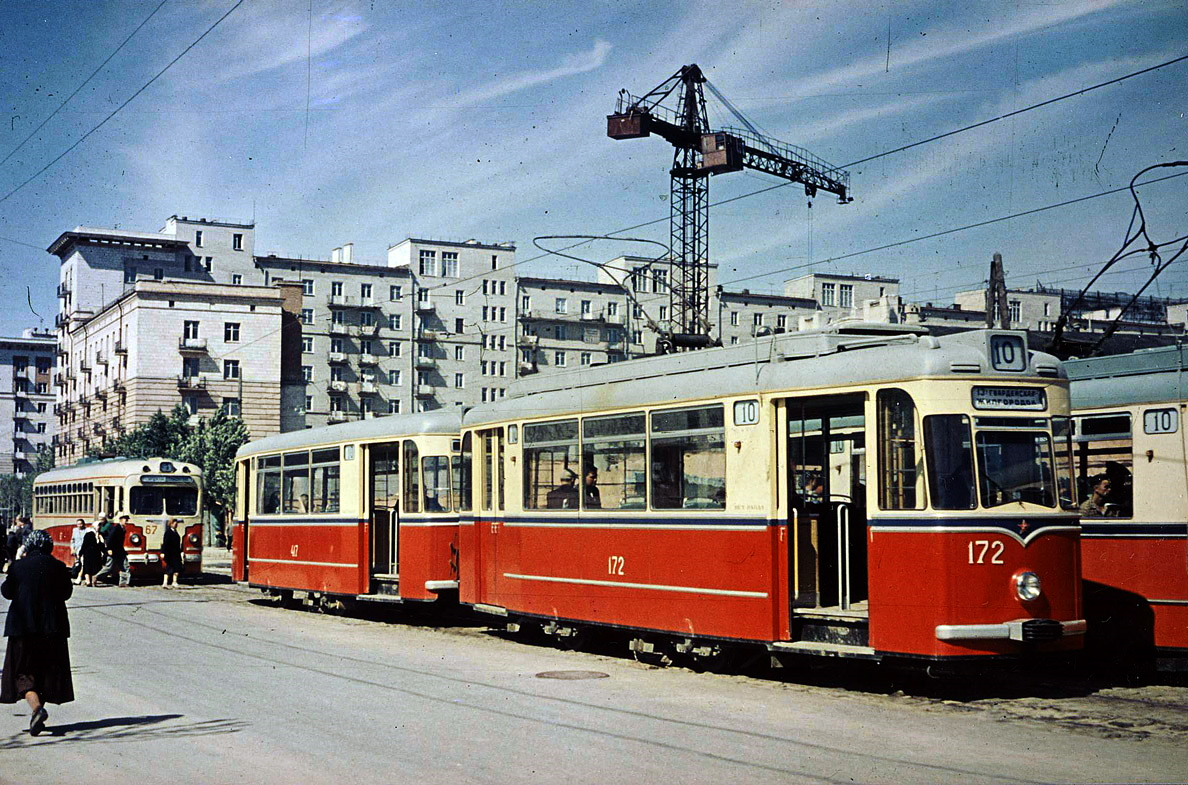
1960年代のヴォルゴグラード市電（1961年撮影）
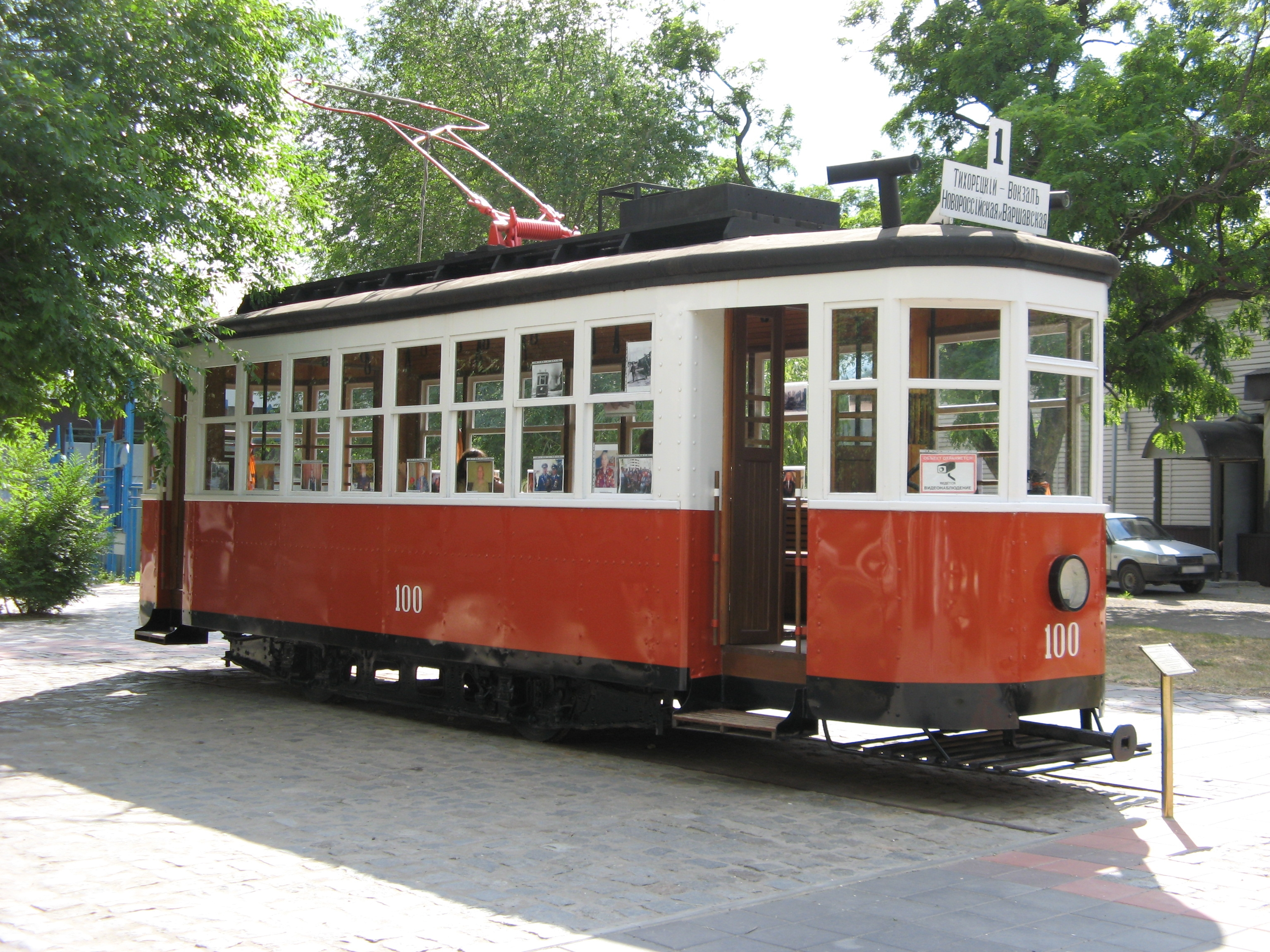
2軸車のKh形は廃車後静態保存されている（2015年撮影）

## 運行

### 系統
2020年現在、ヴォルゴグラードの路面電車には以下の13系統が存在するが、運用は大きく3つに分かれており、それぞれ接続が考慮されていない独立した路線網が築かれている。多くの系統では5時 - 6時代に始発列車が、21 - 23時代に最終列車が設定されており、ラッシュ時には高頻度運転が実施されている。
- 1 - 7・10・12号線 - ヴォルゴグラード都心部の系統。使用車両は2番車庫に在籍。
- 11号線 - 南部のクラスノアイメルスキー地区の路線。使用車両は3番車庫に在籍。
- 13・ST1・ST2号線 - ヴォルゴグラード・メトロトラム（ST1・ST2号線）およびメトロトラムに接続する路面電車系統（13号線）。使用車両は5番車庫に在籍。

| 系統番号 | 起点                 | 終点              | 営業開始       | 全長     | 走行時間 | 車庫    | 備考・参考                     |
| -------- | -------------------- | ----------------- | -------------- | -------- | -------- | ------- | ------------------------------ |
| 1        | Детский Центр        | ул. Мончегорская  | 1985年10月1日  | 6.119km  | 27分     | 2番車庫 | [ 12 ]                         |
| 2        | Детский центр        | школа №36         | 1985年10月1日  | 3.816km  | 18分     | 2番車庫 | [ 13 ]                         |
| 3        | Ул.КИМ               | Обувная фабрика   | 1975年         | 10.679km | 40分     | 2番車庫 | [ 14 ]                         |
| 4        | Детский центр        | Обувная фабрика   | 1985年10月1日  | 11.370km | 43分     | 2番車庫 | [ 15 ]                         |
| 5        | Ул. Радомская        | Жилгородок        | 1978年5月25日  | 13.729km | 53分     | 2番車庫 | [ 16 ]                         |
| 6        | ул. КИМ              | Школа № 36        | 2002年8月26日  | 6.786km  | 20分     | 2番車庫 | 最終列車は19時代に運行         |
| 7        | ул. КИМ              | Жилгородок        | 2003年5月12日  | 13.833km | 54分     | 2番車庫 | 最終列車は18時代に運行         |
| 10       | Детский Центр        | Жилгородок        | 1985年10月1日  | 10.863km | 43分     | 2番車庫 | [ 19 ]                         |
| 11       | Судоверфь            | ОАО Каустик       | 1959年         | 10.197km | 34分     | 3番車庫 | 他系統と接続していない独立路線 |
| 12       | Школа № 36           | Жилгородок        | 1985年10月1日  | 11.863km | 45分     | 2番車庫 | 最終列車は18時代に運行         |
| 13       | Ул. им. А. Матросова | Стадион «Монолит» | 1989年11月16日 | 4.984km  | 20分     | 5番車庫 | 最終列車は18時代に運行         |
| ST1      | пл. Чекистов         | ВГТЗ              | 1984年11月5日  | 13.563km | 35分     | 5番車庫 | メトロトラム                   |
| ST2      | Eльшанка             | ВгТЗ              | 2018年7月9日   | 17km     | 42分     | 5番車庫 | メトロトラム                   |

### 運賃
メトロトラムやトロリーバスと共に、ヴォルゴグラード市電の運賃は現金やクレジットカードでの支払いの際には25ルーブルに設定されている一方、非接触式ICカードの「ヴォルナ」（Волна）を使用する場合は市電およびトロリーバスは20ルーブル、メトロトラムは23ルーブルとなる。現金使用時には車内に乗車する係員から乗車券を受け取る形となる。

## 車両
2019年の時点で、メトロトラム用も含めてヴォルゴグラード市電に在籍する路面電車車両は以下の通りである。下記の「両方向形」は、乗降扉が左右に設置されており、ループ線が存在しない、プラットホームが両側に設置されているなどの線形条件に対応した車両を示す。
2024年時点での最新車両は、2023年に近代化の一環として導入計画が交わされた、PC輸送システムズが展開する超低床電車である71-932「ネフスキー」（両運転台・両方向形、3車体連接車）と71-911EM「ライオネット」（片運転台、ボギー車）で、前者が12両、後者が50両、合計62両が導入される。そのうちメトロトラムで使用されるのは38両である。

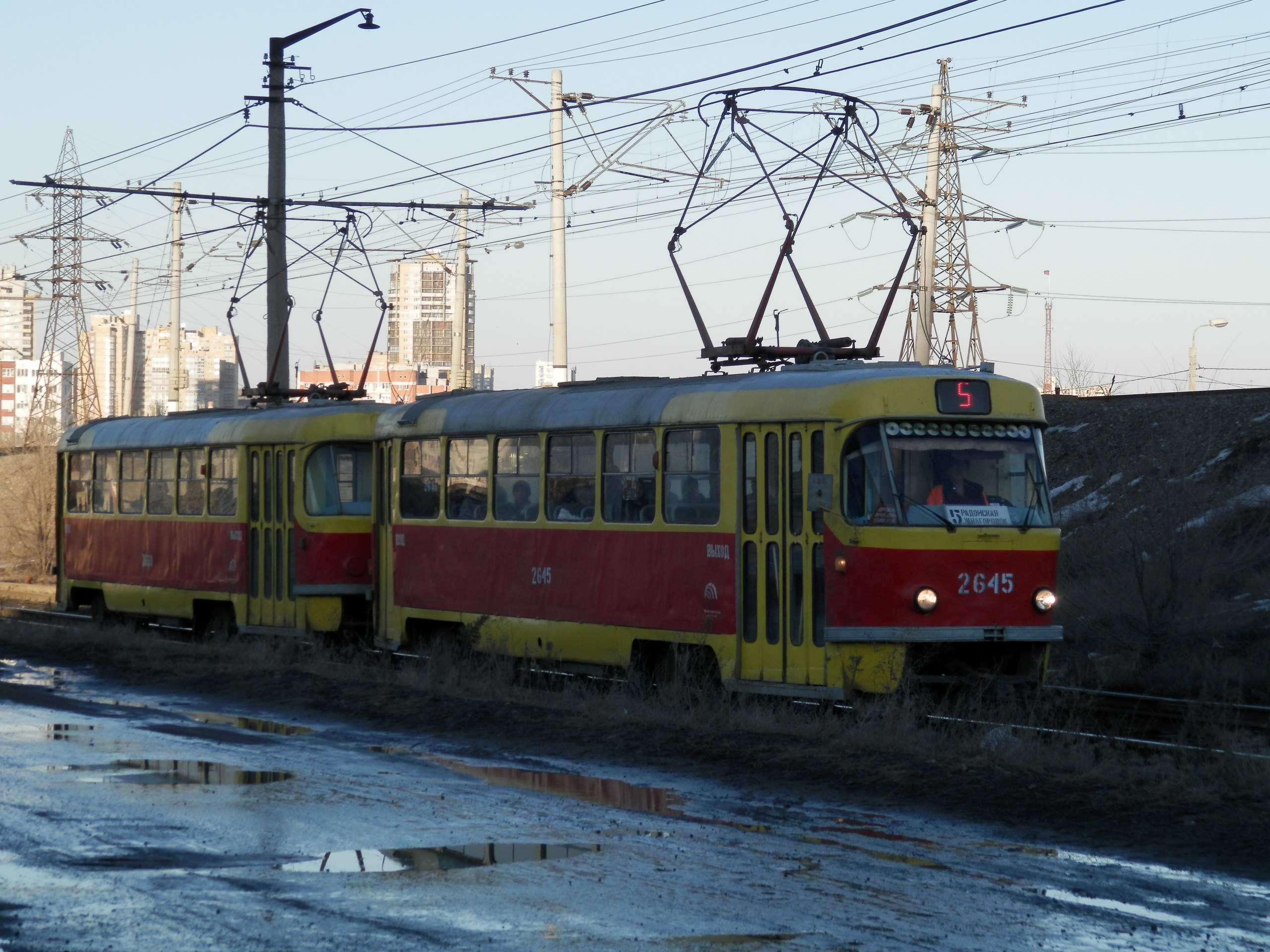
タトラT3SU 2扉車
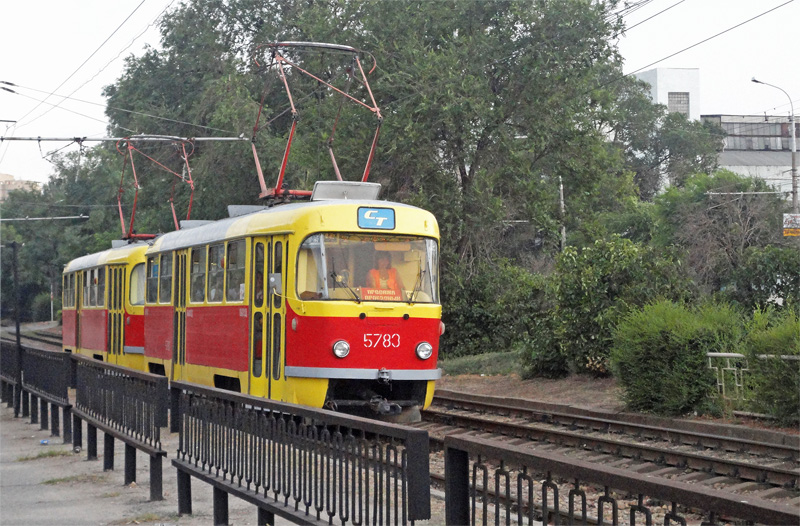
タトラT3SU 3扉車
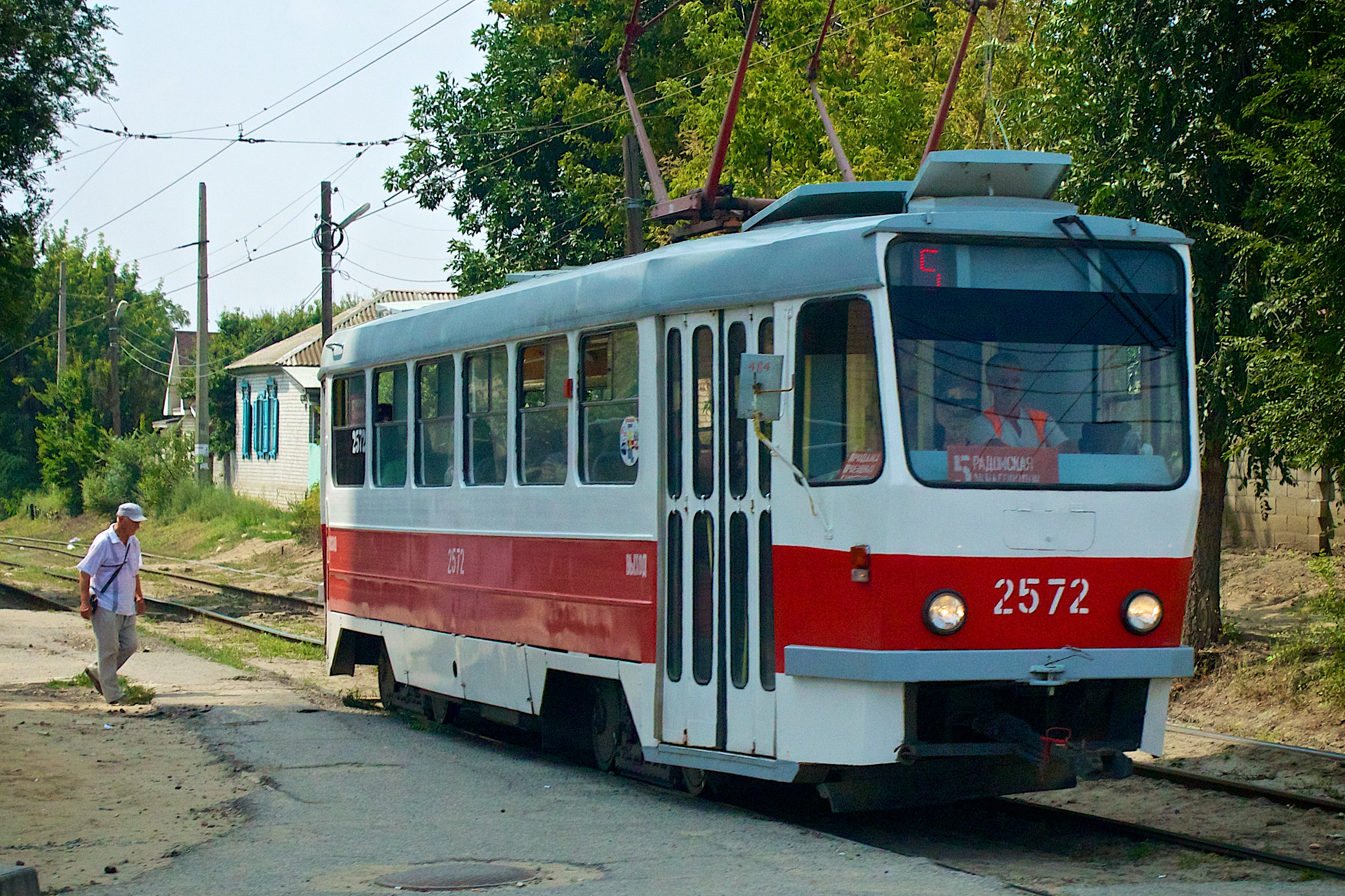
タトラT3SU Vzsm（ВЗСМ）による車体更新車
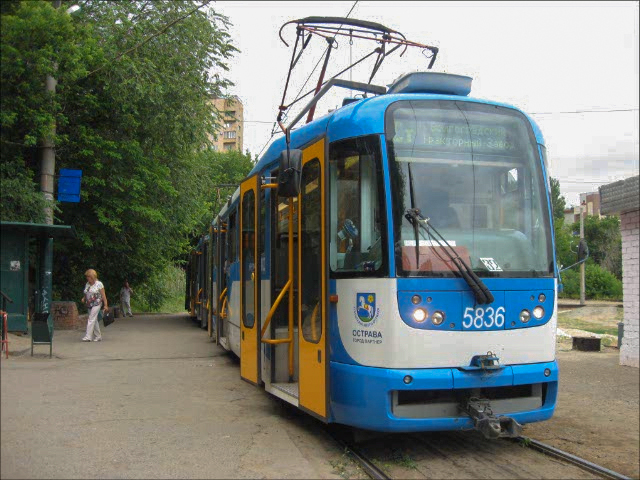
タトラT3R.PV
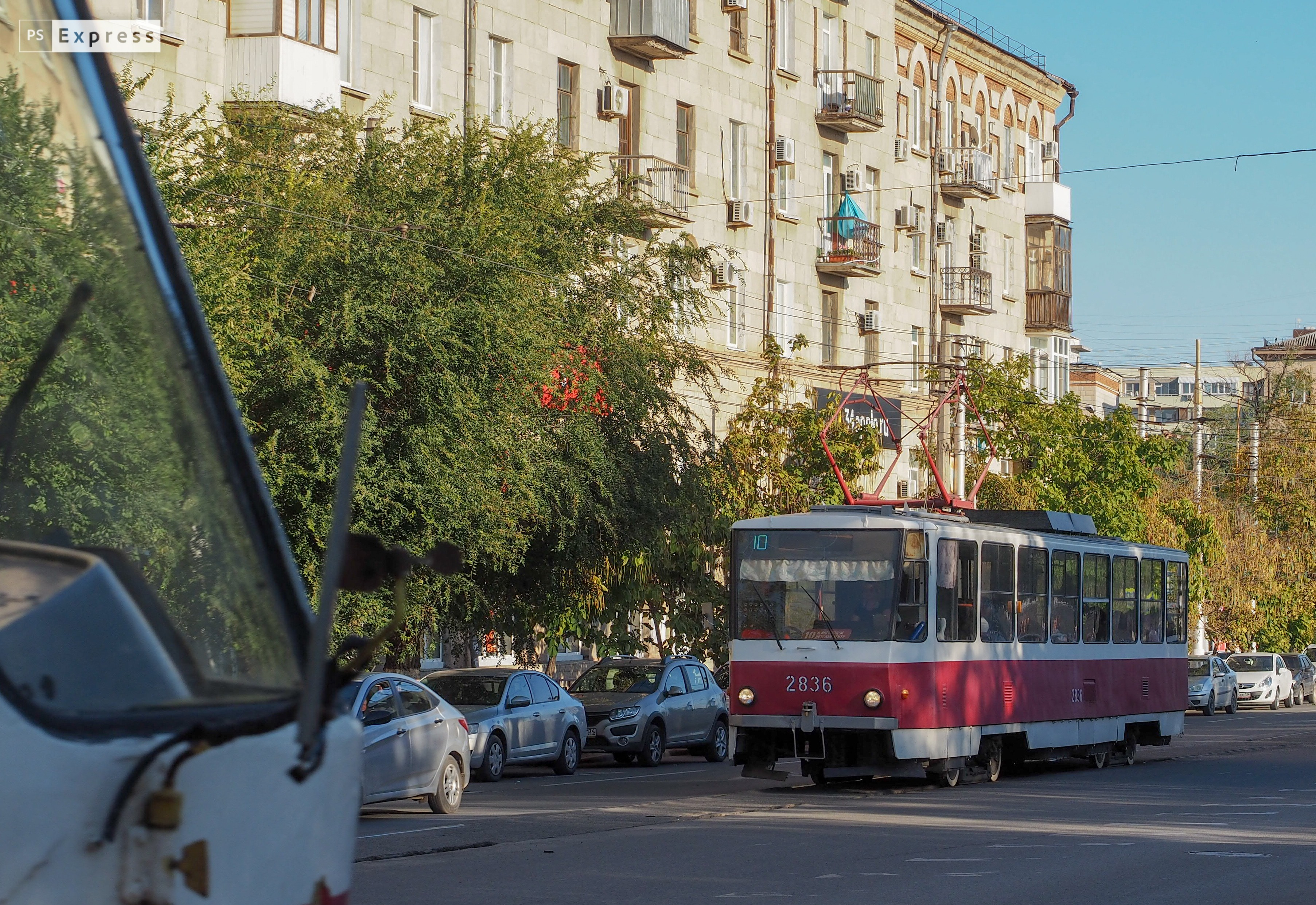
タトラT-3M
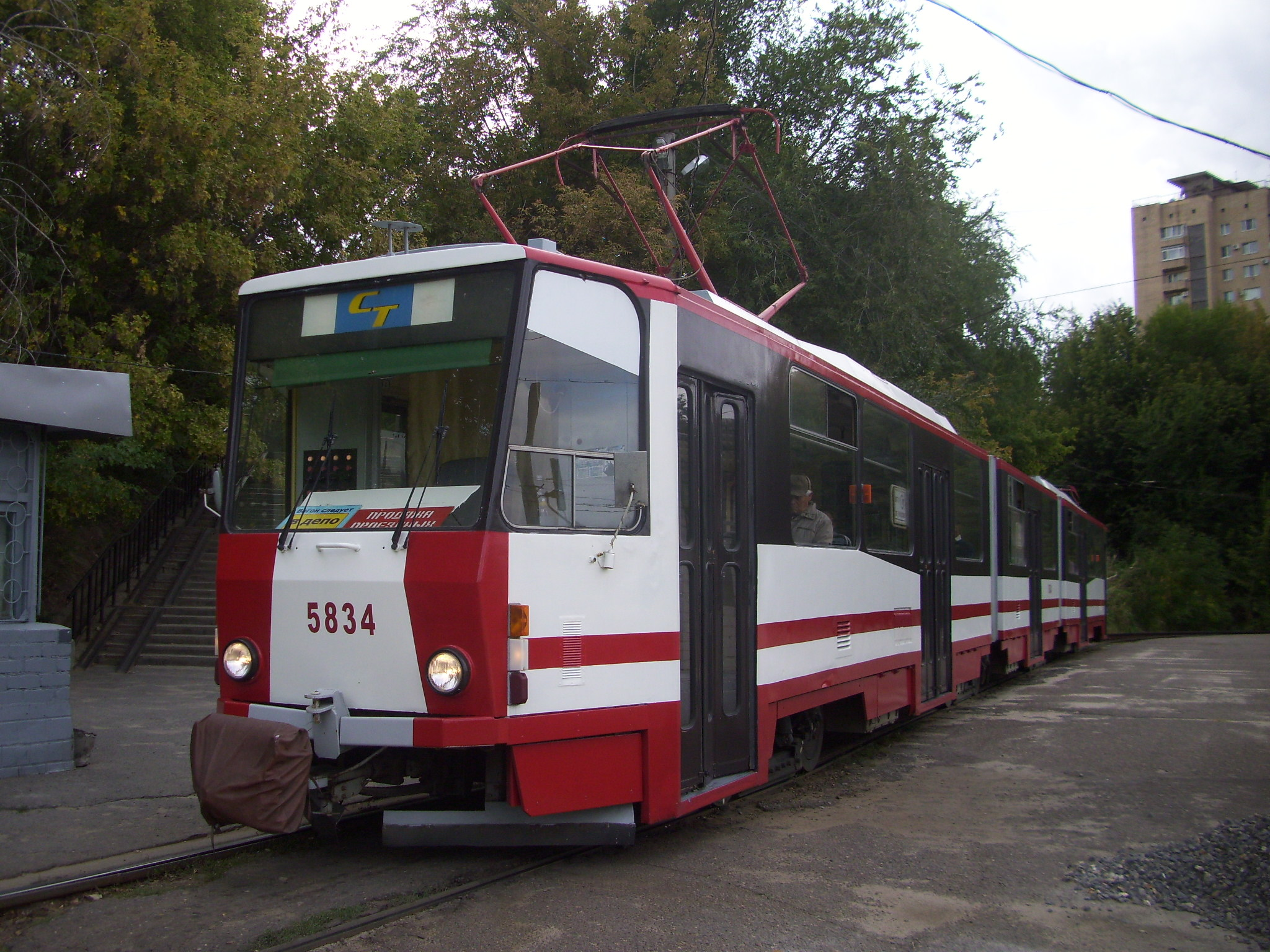
タトラKT8D5 3車体連接車、両方向形
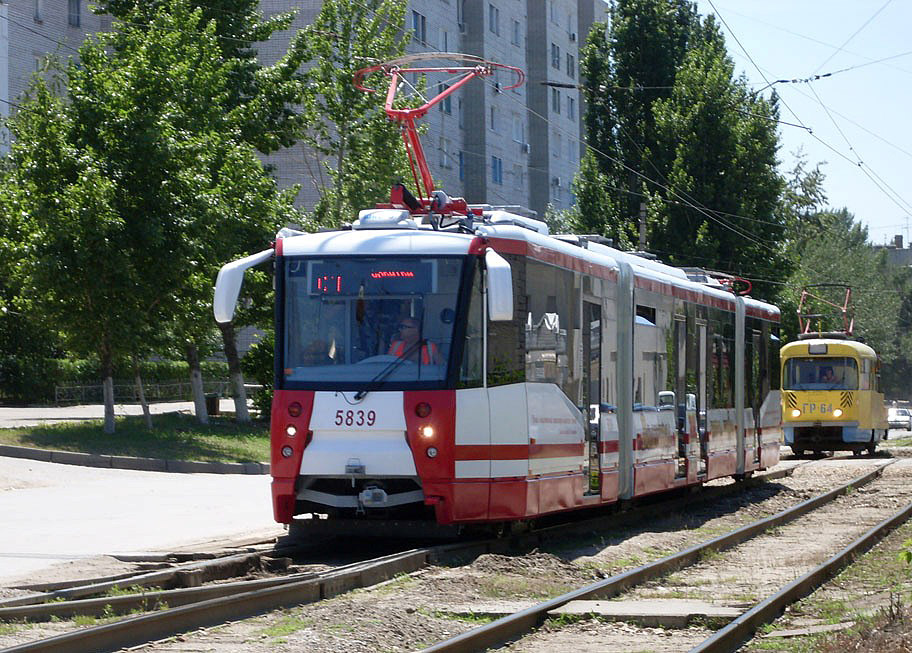
LVS-2009（71-154A） 3車体連接車、両方向形
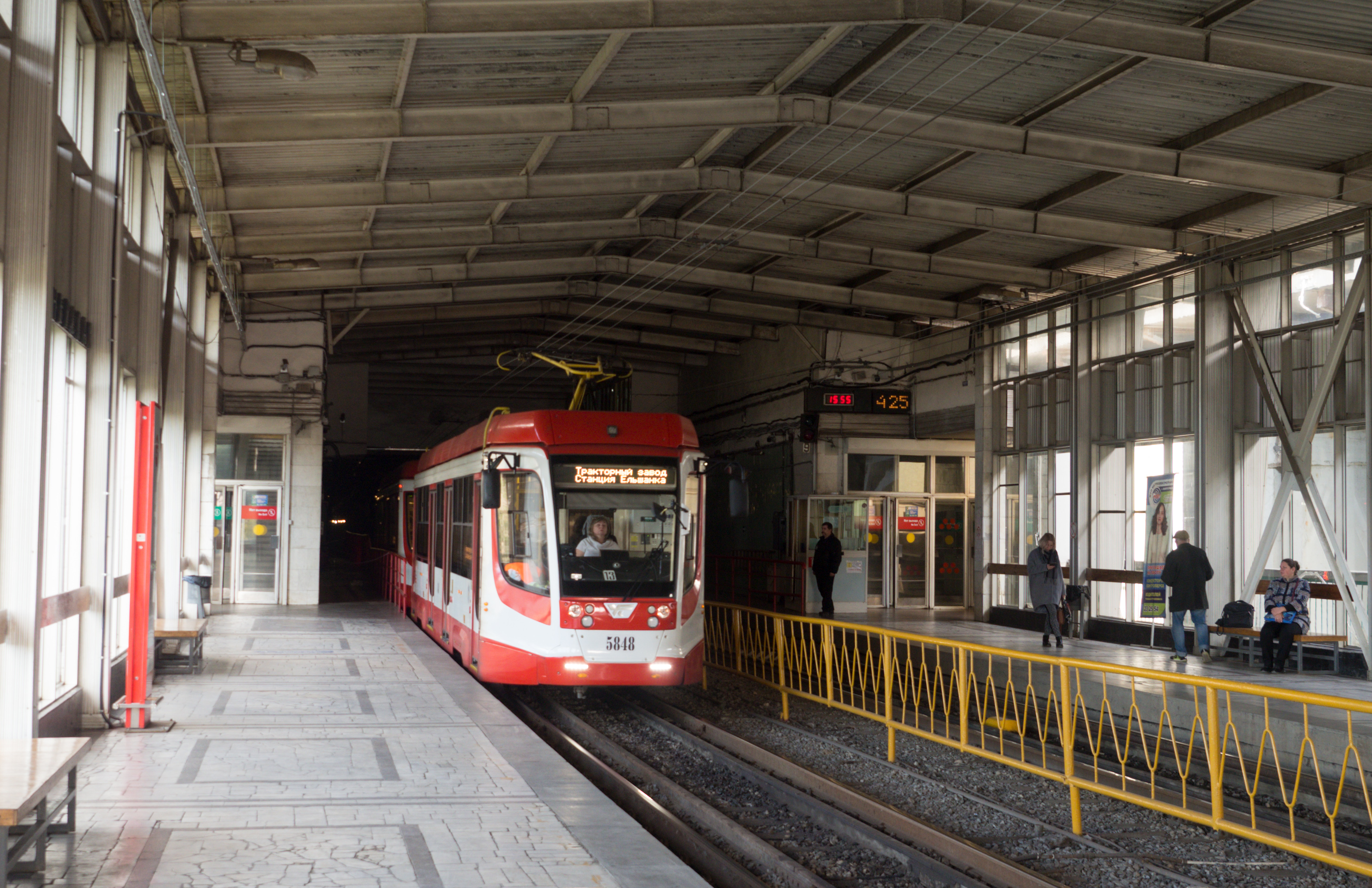
KTM-23（71-623-03） 両方向形
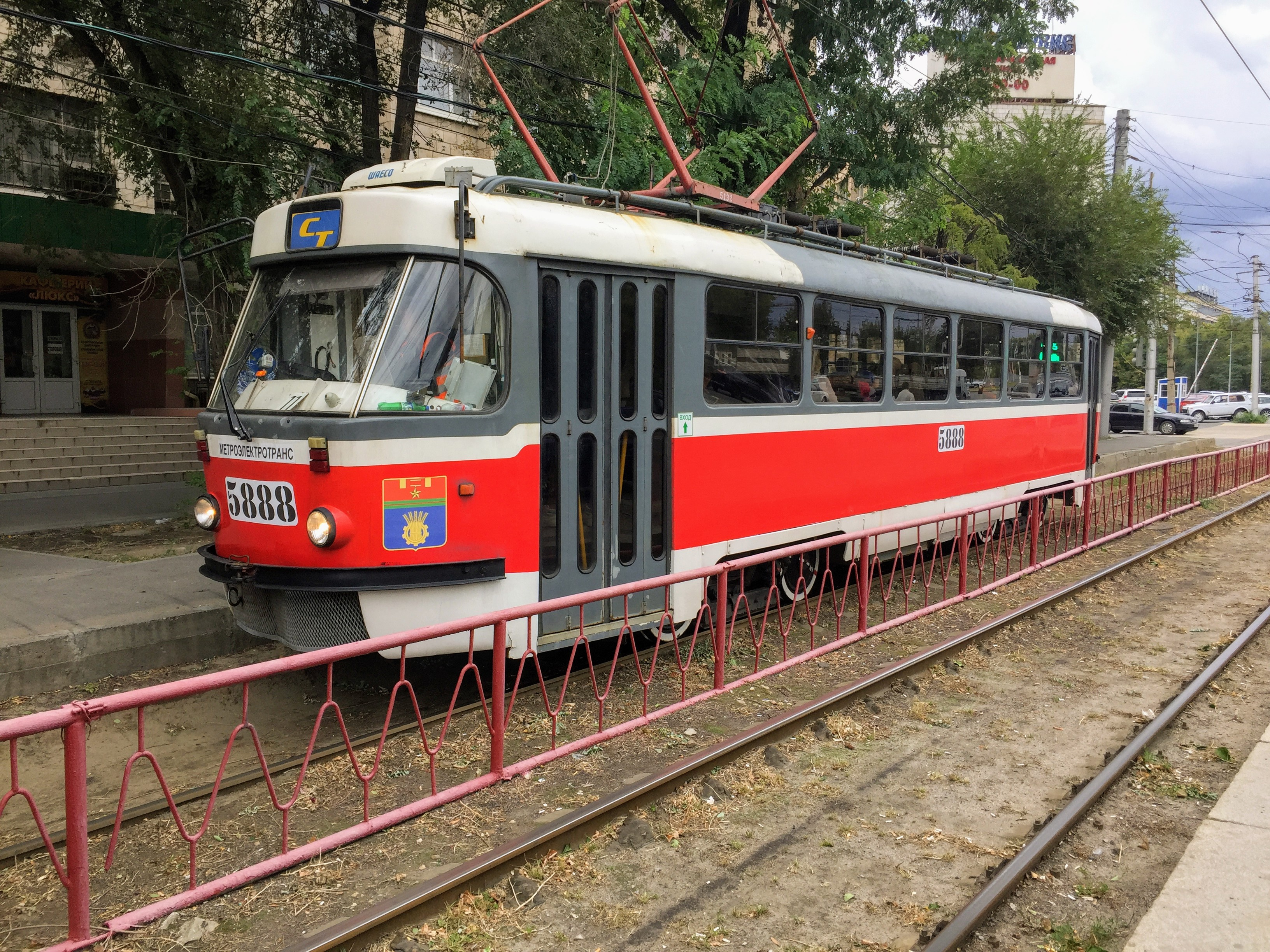
MTTA-2 両方向形
71-932 3車体連接車、両方向形
71-911EM

## 参考資料
- 服部重敬「定点撮影で振り返る路面電車からLRTへの道程 トラムいま・むかし 第10回 ロシア」『路面電車EX 2019 vol.14』、イカロス出版、2019年11月19日、96-105頁、ISBN 978-4802207621。